# Scopula ablutata
Scopula ablutata là một loài bướm đêm trong họ Geometridae.